# Teluk Nibung (Pulau Banyak)
Teluk Nibung is een bestuurslaag in het regentschap Aceh Singkil van de provincie Atjeh, Indonesië. Teluk Nibung telt 950 inwoners (volkstelling 2010).
Het ligt op een klein eiland van de Banyakeilandengroep.